# Библиотека „Невидимият фронт“
Библиотека „Невидимият фронт“ е книжна поредица на Държавно военно издателство / Военно издателство, излизала между 1965 и 1981 г. Книгите са на разузнавателна тематика и повечето от тях са историко-биографични, но има и няколко художествени произведения.
Публикувани са общо 36 заглавия, в джобен формат. До 1970 г. включително книгите са издавани с твърди корици, а от 1971 г. нататък — с меки.

## Издадени книги
Книгите са без номерация. Тук са подредени по датите, посочени в издателското каре.
- Тайните слуги — Роналд Сет (1965)
- Атентатът срещу Хайдрих — Душан Хамшик, Иржи Пражак (1966)
- Човекът с белега — Юлиус Мадер (1966)
- Бюро „Д-р Делиус“ — Господин Гочев (1966)
- Аз бях Цицерон — Елиаза Базна (1967)
- Концерн за шпионаж — А. Аленов, В. Андреев (1967)
- Незавършено предаване — Георги Касабов (1968)
- Князът диверсант — С. Аджичев, Б. Николов (1969)
- Двойната измама — Иван Караиванчев (1969)
- Разузнавачът — Гордън Лонсдейл (1970)
- Тайната война — С. И. Цибов, Н. Ф. Чистяков (1970)
- Берлин, май 1945 — Елена Ржевская (1970)
- Капитан Чехович разказва — Анджей Чехович (1971)
- Седемнадесет мига от пролетта — Юлиан Семьонов (1971)
- Донася „Дора“ (книга първа) — Шандор Радо (1972)
- Донася „Дора“ (книга втора) — Шандор Радо (1973)
- Тайната на агент А-54 — Честмир Аморт, И. М. Йедличка (1973)
- Бомба за господин председателя — Юлиан Семьонов (1974)
- Специалната папка „Барбароса“ — Л. Безименски (1974)
- Боеве без фронт — Иван Караиванчев (1975)
- Разузнавачи — Марко Недялков (1975)
- В схватки с врага — сборник (1975)
- Николай Кузнецов — А. Лукин, Т. Гладков (1975)
- Пет столетия тайна война — Ефим Б. Черняк (1975)
- Последният дневник на Борман — Лев Безименски (1977)
- Седем трудни години — Анджей Чехович (1977)
- Адмиралтейството, стая 39 — Доналд Маклахлан (1977)
- Под сянката на гилотината — Христо Горов (1977)
- Дзержински — Арсений Тишков (1978)
- Краят на една легенда — Лев Безименски (1978)
- ЦРУ през погледа на американците — сборник (1979)
- Непокорният генерал — Иван Аржентински (1979)
- Агент на абвера — В. Владимиров, Л. Суслов (1979)
- Изстрели от засада — В. П. Боровичка (1980)
- Из живота на полковник Дубровин — Фьодор Шахмагонов (1980)
- Смъртните присъди на Антон Прудкин — Петър Ненов (1981)